# Vättern (östra)
Vättern (östra) este o arie protejată (arie specială de conservare — SAC, sit de importanță comunitară — SCI, arie de protecție specială avifaunistică — SPA) din Suedia întinsă pe o suprafață de 64.287,4 ha, integral pe uscat.

## Localizare
Centrul sitului Vättern (östra) este situat la coordonatele 58°25′20″N 14°41′59″E / 58.4221°N 14.6997°E.

## Înființare
Situl Vättern (östra) a fost declarat sit de importanță comunitară în iulie 2000 pentru a proteja 28 de specii de animale. Alte tipuri de protecție:
- arie de protecție specială avifaunistică (în iulie 2000)[2]
- arie specială de conservare (în martie 2011)[1][3][4]

## Biodiversitate
Situată în ecoregiunea boreală, aria protejată conține 1 habitat natural: Ape stătătoare oligotrofe până la mezotrofe, cu vegetație de Littorelletea uniflorae și/sau de Isoëto-Nanojuncetea.
La baza desemnării sitului se află mai multe specii protejate:
- păsări (26): fluierar de munte (Actitis hypoleucos), rață mare (Anas platyrhynchos), rața moțată (Aythya fuligula), gâsca canadiană (Branta canadensis), Branta leucopsis, Bucephala clangula, porumbel de scorbură (Columba oenas), lebădă de vară (Cygnus olor), șoimul rândunelelor (Falco subbuteo), cufundar polar (Gavia arctica), scoicar (Haematopus ostralegus), Larus argentatus, pescăruș sur (Larus canus), Larus hyperboreus, Larus marinus, rață catifelată (Melanitta fusca), ferestrașul mare (Mergus merganser), Mergus serrator, vultur pescar (Pandion haliaetus), Phalacrocorax carbo sinensis, corcodel-urechiat (Podiceps auritus), corcodel mare (Podiceps cristatus), lăstun de mal (Riparia riparia), eider (Somateria mollissima), chiră de baltă (Sterna hirundo), Sterna paradisaea
- pești (2): zvârluga (Cobitis taenia), zglăvoacă (Cottus gobio)